# ريج شارما
ريج شارما (27 يونيو 1962 بنيروبي في كينيا - ) (بالإنجليزية: Reg Sharma) هو لاعب كريكت كيني. لعب مع نادي مقاطعة ديربيشاير للكريكت ‏.